# AnnaSophia Robb
AnnaSophia Robb (Denver, 8 december 1993) is een Amerikaans actrice.

## Carrière
Robb kreeg een hoofdrol in de televisiefilm Samantha: An American Girl Holiday (2004), nadat ze in een reclamespot voor McDonald's te zien was. Ook kreeg ze een gastrol in de televisieserie Drake & Josh. Rond deze tijd deed ze auditie voor de films Hide and Seek en Little Manhattan. De rollen gingen echter naar Dakota Fanning en Charlie Ray.
In 2005 was Robb te zien in twee jeugdfilms. In januari speelde ze Opal in Because of Winn-Dixie en later dat jaar was ze naast Johnny Depp en Freddie Highmore te zien in Charlie and the Chocolate Factory.
In de in 2007 uitgebrachte film Bridge to Terabithia speelde Robb buitenbeentje Leslie Burke. Ze zong voor de soundtrack het liedje Keep Your Mind Wide Open in. In hetzelfde jaar was ze te zien naast Hilary Swank in de horrorfilm The Reaping.
in 2013 verscheen Robb in de serie The Carrie Diaries als hoofdrolspeelster Carrie.

## Discografie

### Singles
| 2007 | "Keep Your Mind Wide Open" | Bridge to Terabithia OST | 90 |